# Biometano
Il biometano è un gas combustibile derivato dal biogas, ottenuto rimuovendo da questo l'anidride carbonica tramite la procedura di purificazione o upgrading.

## Usi
Del tutto assimilabile al gas naturale, può sfruttarne le infrastrutture ed essere utilizzato per la produzione di energia elettrica, per il riscaldamento o per l'autotrazione.